# سایمون وایت
سایمون وایت (انگلیسی: Simon White؛ زادهٔ ۳۰ سپتامبر ۱۹۵۱) یک فیزیک‌دان در زمینه اخترفیزیک و کیهان‌شناسی اهل بریتانیا است.
وی همچنین برنده جوایزی همچون جایزه دنی هینمن در اخترفیزیک شده است.